# Butorfanol
Butorfanolul este un analgezic opioid sintetic de tip agonist-antagonist, similar din punct de vedere chimic cu levorfanolul. Este utilizat în tratamentul durerilor moderate până la severe, inclusiv în migrenă. Căile de administrare disponibile sunt intranazală și intramusculară.
Substanța a fost patentată în anul 1971 și a fost aprobată pentru uz medical în anul 1979.